# Хрунтинг
Хрунтинг (Hrunting) е магически меч даден на Беоулф от Унферт в староанглийската епическа поема „Беоулф“. Беоулф използва меча в битката срещу майката на Грендел.
Описанието как Беоулф получава меча е в стихове 1455–1458:
„И още един предмет даден от Унферт
в този час на нужда не беше маловажен:
рядък и древен меч на име Хрунтинг.
Желязното острие, изрисувано със злокобна шарка,
закалено с кръв. Никога не се е проваляла
ръката, издигнала го в битка,
на този който се е изправял пред най-лошото
в момент на опасност. Това не беше първия път
призован за извършване на героизъм“
Въпреки че мечът притежава голяма сила и се твърди, че никога не е провалял този, който го използва, когато Беоулф се спуска на дъното на езерото, за да се сражава с майката на Грендел, мечът се оказва неефективен. Когато „баснословната сила на тази наследствена вещ се провали“, бил принуден да го захвърли.

## Значение на Хрунтинг
Мечовете са от голямо значение във военно ориентираната англосаксонска култура, от която Беоулф произлиза. По тази причина се акцентира силно върху смяната на оръжието. Оръжия, каквито са мечовете се разпространяват в англосаксонското общество като наследство във фамилията, „раждани“ чрез чудовища, намирани под магически камъни и скали или придобити като награда от господари за техните поданици. Понякога подобни размени се извършвали между бойци. Пример за даването на оръжие като подарък е размяната на Хрунтинг. Когато Унферт предава наследствения си меч на Беоулф, той признава загубата на собствената си слава и показва покорността си пред този велик воин. Когато Хрунтинг проваля Беоулф в битката му срещу майката на Грендел, това вероятно е отражение на факта, че предишният собственик (Унферт) се е провалил в опитите си за победа над омразния Грендел. В допълнение победата на Беоулф над Грендел става причина датският крал Хродгар да му поднесе подаръци включващи много оръжия; това още повече подчертава значението на оръжията за тези общества. След това Беоулф предава наградата си на своя крал Хигелак, по този начин утвърждава предаността си към него. Хрунтинг показва, че оръжието може да има както позитивно, така и негативно значение.

## Символизъм на Хрунтинг
Актът на предаване на Хрунтинг на Беоулф, както и неочаквания провал на меча в битката срещу майката на Грендел, носи много символика в поемата. Като се има предвид, че Унферт показва своята неприязън към Беоулф в началото на историята, изборът му да награди война с Хрунтинг (което значи „Доверие“), може да се интерпретира като знак на помирение и благосклонност. В тази светлина даването на меча изглежда е знак за това, че Унферт признава Беоулф за способен и могъщ воин. От друга страна поемата изобразява Унферт като лукав и коварен човек. Освен това учени предполагат, че Хрунтинг „е същият меч, с който (Унферт) избива своите роднини“. Възможно е мотивът за предаването на собствения си меч на воина, предвид предстоящия проблем с майката на Грендел, да е опит на Унферт за избягване на участие в битката срещу демонът. Прехвърлянето на Хрунтинг от Унферт на Беоулф, може да е знак за извършване на предателство от Унферт и захвърлянето на дълга му като един от войните на Хеорот („Еленова зала“). Внезапният жест на щедрост към Беоулф може и да е подтикнат от благородни подбуди, но от това което се знае за Унферт плюс неефективността на меча в битката, силно предполага, че намеренията на Унферт са породени от страх, а не от благородство.

## Провалът на Хрунтинг
Причината, която се крие зад провала на Хрунтинг срещу майката на Грендел е въпрос на дебати сред учените. Дж. Л. Росие (Rosier) в книгата: „A Design for Treachery: The Unferth Intrigue“, твърди, че Унферт целенасочено е дал мечът на Беоулф, знаейки, че той не е ефективен срещу демона – целта му била да попречи на героя да успее там, където самият Унферт се е провалил. Но тази гледна точка е оспорена от Огливи (Oglivy), който отбелязва, че самата поема предлага друго обяснение. Огливи твърди, че ако мечът на Унферт бил фалшив, поетът нямаше да си прави трудът да дава подробни обяснения за магическите качества на Хрунтинг. Освен това мечът който Беоулф намира впоследствие и с който убива майката на Грендел е направен от великани, това предполага, че видът на Грендел и майка му имат магическа неуязвимост, което пречи да бъдат наранени от оръжия направени от човек.
Друго обяснение за провала на Хрунтинг, се свързва с основното послание на християнството преобладаващо в поемата. Кент Гулд (Gould) в своето есе „Beowulf“ и във фолклорната морфология: „God as Magical Donor“, предполага, че Хрунтинг се е провалил, защото е бил даден на Беоулф от Унферт, който е езичник. Само по-могъщият меч даден на Беоулф от Господ е бил в състояние да унищожи злото. Според Гулд „съобщението е било достатъчно ясно за християнските читатели на поемата: само Бог дава достатъчно сила за преодоляване на враговете. На които читатели, поемата дава и библейска история“ — такава е историята на Грендел и майка му, която се описва в редове 106–108 и изглежда произходът им води началото си от рода на Каин.